# Max Creutz
Max Creutz (* 8. Dezember 1876 in Aachen; † 13. März 1932 in Krefeld) war ein deutscher Kunsthistoriker, Direktor des Kunstgewerbemuseums in Köln und des Kaiser-Wilhelm-Museums in Krefeld.

## Leben und Werk
Der in Aachen geborene Max Creutz besuchte das Progymnasium zu Jülich und das Gymnasium zu Düren, wo er 1897 das Zeugnis der Reife erhielt. Sein Vater trug den Namen Max Creutz und war Königlicher Kreis-Rentmeister. Creutz studierte zunächst Kunstgeschichte in Wien, wo er auch eine Malschule besuchte. In München, besonders aber an der Universität Berlin trieb er dann philosophische, historische sowie kunsthistorische Studien, gleichzeitig bildete er sich in der Malerei autodidaktisch weiter. Dazwischen fallen Reisen durch Deutschland, Italien, Belgien und Holland. Am 16. März 1901 legte er seine Inauguraldissertation zur Erlangung der Doktorwürde der Philosophischen Fakultät der Universität Berlin vor. Das Thema: Masaccio, mit dem Versuch zur stilistischen und chronologischen Einordnung seiner Werke. Anschließend kam eine Zeit als wissenschaftlicher Assistent am Kunstgewerbemuseum Berlin, wo er die Neuauflage des Kunsthandbuchs (1904) bearbeitete. Auch war er verantwortlicher Redakteur der Berliner Architekturwelt. Seit 1908 war er Direktor des Kunstgewerbemuseum in Köln.
Ende des Jahres 1911 wurden im 1907 gegründeten Deutschen Werkbund Wünsche nach einer eigenen, repräsentativen Ausstellung laut. Carl Rehorst, der Kölner Werkbundvorstand, wollte die Ausstellung unbedingt für seine Stadt und leitete unverzüglich die Gründung eines Vereins in die Wege mit ihm selbst als geschäftsführendem Vorsitzenden an der Spitze, mit Oberbürgermeister Max Wallraf und dem Vorsitzenden des Deutschen Werkbundes Peter Bruckmann. Beteiligt waren von Seiten des Werkbundes zunächst nur Karl Ernst Osthaus und Max Creutz als „Ortsvertrauensmann“. Als erster Stellvertretender Schriftführer für die Kölner Werkbundausstellung merkte er 1913 zu den städtebaulichen Änderungen an: „Rehorst versucht einen Spagat zwischen der „Wahrung des alten Stadtbildes“ und dem „Aufbau des neuen“. […] Es ist insbesondere das Verdienst von Karl Rehorst, den großen Schwierigkeiten gegenüber gerade die Stiefkinder der Architektur: Nutzbauten und industrielle Werke mit gleicher Liebe behandelt zu haben, wie die repräsentativen Bauten der Stadt.“ Rehorst hatte den Gesamtplan immer wieder neu angepasst und organisierte die Durchführung mit einem riesigen Stab an städtischen Beamten, bis das Gelände am 15. Mai 1914 eröffnet wurde. Das „Kölner Haus“ auf dem Gelände entstand unter Leitung eines Ausschusses mit Vorsitz von Max Creutz nach Plänen von Ludwig Paffendorf.
Im Jahre 1919 wurde die Ausstellung der Sammlung Wilhelm Clemens im Kunstgewerbemuseum Köln eröffnet. Der Rheinländer Creutz war einer der wenigen Menschen, die umfassend in die Sammlertätigkeit des Malers Clemens eingeweiht war.
1922 ging Max Creutz von Köln nach Krefeld, um die Nachfolge von Friedrich Deneken anzutreten, der vor ihm ein Vierteljahrhundert lang Direktor des Kaiser-Wilhelm-Museums gewesen war. Dass Max Creutz überhaupt für eine Position in Krefeld zur Verfügung stand, lag an einem gesellschaftlichen Skandal. Er soll ein Verhältnis mit der Frau eines Dezernenten gehabt haben, die zu seiner Entlassung 1916 geführt hatte. Bevor er später in Krefeld seine Stelle als Direktor antreten konnte, war ein sehr persönliches Empfehlungsschreiben des damaligen Kölner Oberbürgermeisters Konrad Adenauer nötig, der die Affaire der Frau anlastete. Dieser Brief zerstreute die Bedenken der Entscheider, und Max Creutz konnte im Oktober 1922 seinen Dienst antreten.
Lag Denekens Schwerpunkt zunächst auf neuzeitlichem Kunstgewerbe und Kleinkunst des Jugendstils, des Art nouveau und des Impressionismus, verlagerte Creutz die Ausstellungs- und Ankaufspolitik auf die Moderne, die damalige zeitgenössische Kunst. Er war der Ansicht, dass ein Museum für zeitgenössische Kunst nicht nur Ausstellungen, sondern auch Ankäufe braucht. Bald gehörten nicht nur Werke der sogenannten deutschen Impressionisten, sondern auch der Brücke-Maler, des Blauen Reiters und Arbeiten des Rheinischen Expressionismus zur Sammlung des Museums, und in zahlreichen Ausstellungen versuchte Creutz eine Verbindung zwischen den reichlich vorhandenen Werken des Mittelalters und den Künstlern seiner Zeit herzustellen.
Neben wichtigen Einzelwerken wie „Marine verte“ (1925) von Max Ernst, „Sintflut“ (1912) von Wassily Kandinsky, die „Symphonie Schwarz-Rot“ (1929) von Alexej von Jawlensky kamen Arbeiten von Karl Schmidt-Rottluff, Ernst Ludwig Kirchner, Erich Heckel, Heinrich Nauen und Heinrich Campendonk hinzu. Max Creutz hatte im Herbst 1923 den Thorn-Prikker-Schüler Heinrich Campendonk zu dessen ersten Einzelausstellung eingeladen. Gezeigt wurden ausschließlich Hinterglasmalerei des jungen Künstlers, die der Museumsmann wegen ihrer Leuchtkraft und Nähe zur Volkskunst schätzte. Das Bild „Pierrot mit Schlange“ von Campendonk, erworben 1923, wurde aktuell restauriert und wieder ausgestellt.
1923 gelang es Max Creutz, die mobile Vorbildersammlung (Wanderausstellungen vorbildlichen Kunstgewerbes) des Deutschen Werkbundes des Deutschen Museums für Kunst in Handel und Gewerbe mit weit über 2000 Objekten und grafische Arbeiten der wichtigsten modernen Gestalter aus der Zeit von 1900 bis 1914 nach Krefeld zu holen, insbesondere nach der engen Zusammenarbeit mit dem Hagener der Kunstmäzen und Kunstsammler Karl Ernst Osthaus seit 1911, nach dessen Tod, und der Auflösung des Osthaus-Museums mit bedeutenden, in mancher Beziehung einmaligen Beständen.
Im selben Jahr beauftragte er Johan Thorn Prikker mit monumentalen Wandbildern für sein Museum. Zu dem gewünschten Oberthema „das Leben“ stellte Thorn Prikker in vier Bildern Lebensphasen in einem Zyklus von der Kindheit bis zum reifen Alter dar.
Für Hermann Lange (1874–1942) und dessen Freund Josef Esters baute Ludwig Mies van der Rohe die Villen an der Wilhelmshofallee, die heutigen Museen. Max Creutz war für Hermann Lange, welcher Mitbegründer des Vereins „Neue Kunst“ in Krefeld und Creutz in zahlreichen Unternehmungen, die der Förderung der Modernen Kunst dienten, unterstützte und dem Architekten Mies van der Rohe der maßgebliche Kontaktgeber gewesen. Hermann Lange hatte ihn mit Hilfe seines Fördererkreises bei zahlreichen Unternehmungen unterstützte, die der Förderung der Modernen Kunst dienten.
Max Creutz war verheiratet mit Käthe, geborene Schütze. Diese war die Schwester der Malerin, Grafikerin und Frauenrechtlerin Ilse Schütze (1868–1923), welche mit Ernst Schur verheiratet war. Beide waren auch als Autorinnen tätig. Im Lexikon deutscher Frauen der Feder, von Sophie Pataky steht geschrieben, dass Käthe Schütze Feuilletons für Tageszeitungen schrieb. 1901 erschien die Humoreske „Käthe Karlchen und ich“ im Hermann Eichblatt-Verlag, Berlin. In der Zeitschrift Kunstgewerbe für’s Haus sind beide Autorinnen mehrfach vertreten. Ilse Schütze-Schur starb 1923 in Krefeld. Die Sterbedaten von Käthe Schütze-Creutz sind nicht bekannt.
Creutz starb 1932 im Alter von 55 Jahren und musste nicht miterleben, wie 1937 durch die Enteignung und den Verkauf der Expressionistensammlung des Kaiser-Wilhelm-Museums ein wesentlicher Teil seines Lebenswerks zerstört wurde.

## Veröffentlichungen (Auswahl)
- Julius Lessing, Max Creutz: Wandteppiche und Decken des Mittelalters in Deutschland. Wasmuth, Berlin 1901.
- Kunsthandbuch für Deutschland. Erstausgabe 1904.
- Das Charlottenburger Rathaus. In: Berliner Architekturwelt. Jahrgang 8, 1906.
- Otto Andreae, Max Creutz: Cölnischer Kunstgewerbe-Verein. XVIII. Jahres-Bericht des Kunstgewerbe-Museums der Stadt Cöln für 1908. DuMont, Köln 1909.
- Hermann Lüer, Max Creutz: Geschichte der Metallkunst. Band 2: Max Creutz: Kunstgeschichte der edlen Metalle. Enke, Stuttgart 1909.
- Joseph Maria Olbrich, Max Creutz: Das Warenhaus Tietz in Düsseldorf. Wasmuth, Berlin 1909.
- Max Creutz: Führer durch das Kunstgewerbe-Museum der Stadt Köln. 1914.
- Max Creutz: Profanbauten von Friedrich Patzer. Wassmuth, Berlin 1912.
- Max Creutz: Banken und ander Verwaltungsgebäude. Wassmuth, Berlin 1911.
- Max Creutz: Martin Dülfer. Berlin 1910.
- Wilhelm Kreis, Max Creutz: Das Warenhaus Tiez in Elberfeld. X. Sonderheft der Architektur des XX. Jahrhunderts. Ernst Wasmuth, Berlin 1912 (Digitalisat).